# ピレネーデスマン
ピレネーデスマン（Galemys pyrenaicus）は、真無盲腸目モグラ科ピレネーデスマン属に分類される哺乳類。本種のみでピレネーデスマン属を形成する。

## 分布
種小名 pyrenaicus は「ピレネー山脈の」の意で、和名や英名（Pyrenean）と同義。
スペイン北部、フランス南部、ポルトガル北部

## 形態
体長11-15.6cm。尾長12.3-15.6cm。背面は灰褐色や暗褐色、腹面は灰色の体毛で覆われる。体毛は光沢のある粗い毛と、密になった短い毛に分かれ防水性に優れる。
長い鼻をもち、遊泳中にはシュノーケルとして働く。鼻腔と耳には浸水を防ぐための弁がある。前肢には指の半分、後肢には趾全体に水掻きが発達する。また指は硬い毛で覆われ、これも水掻きの役割をする。尾の先端が側偏し、泳ぐのに適している。

## 生態
渓流に生息する。群れは形成せず単独で生活する。夜行性。泳ぎは上手く、泳ぐ時は主に後肢を使う。水辺の地面に巣穴を掘る。
食性は動物食で、昆虫類、甲殻類、貝類、魚類などを食べる。主に水中で採食を行う。
繁殖形態は胎生。妊娠期間は約30日。1回に1-5頭の幼獣を年に数回産む。

## 人間との関係
マスなどを食害する害獣とみなされることもある。
開発による生息地の破壊、水質汚染、害獣としての駆除、人為的に移入されたアメリカミンクによる食害などにより生息数は激減している。